# كامبل بانيرمان

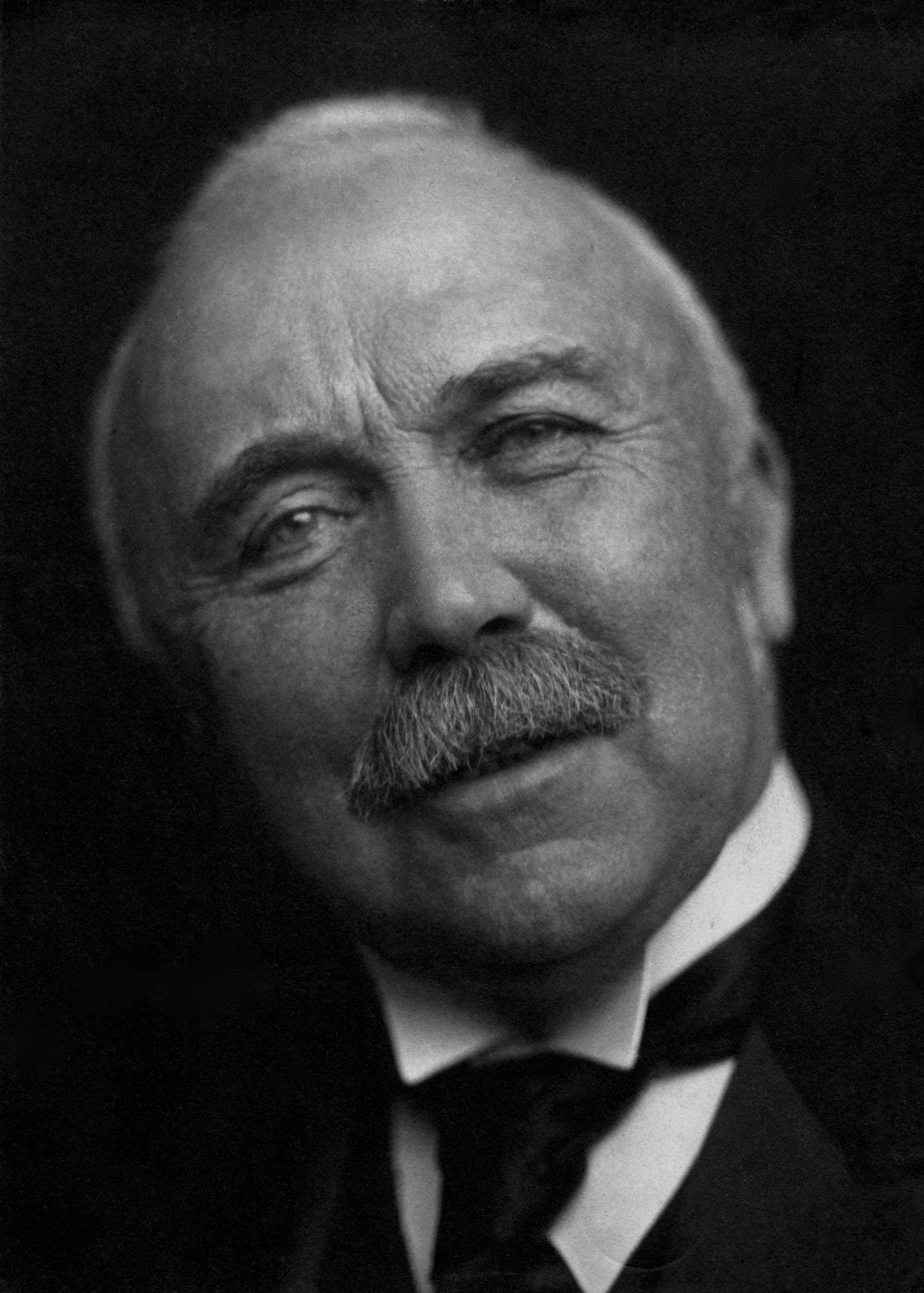
سير هنري كامبل بنرمان رئيس وزراء بريطانيا (1905-1908).

مؤتمر كامبل بنرمان، هو مؤتمر انعقد في لندن عام 1905 واستمرت جلساته حتى 1907، بدعوة سرية من حزب المحافظين البريطانيين بهدف إلى إيجاد آلية تحافظ على تفوق ومكاسب الدول الاستعمارية إلى أطول أمد ممكن وقدم فكرة المشروع لحزب الأحرار الحاكم في ذلك الوقت. وضم الدول الاستعمارية في ذاك الوقت وهي: بريطانيا، فرنسا، هولندا، بلجيكا، إسبانيا، إيطاليا، وفي نهاية المؤتمر خرجوا بوثيقة سرية سموها «وثيقة كامبل» نسبة إلى رئيس الوزراء البريطاني آنذاك هنري كامبل بانرمان.

## أحداث المؤتمر
قدّم المؤتمر توصيات إلى حكومة الأحرار، بعد سقوط حكومة المحافظين عام 1905 برئاسة أرثر بلفور، برئاسة السير هنري كامبل بونرمان Sir H.Compbell Bonnerman ، لإقناع رئيس الوزراء الجديد بالعمل لتشكيل جبهة استعمارية لمواجهة التوسع الاستعماري الألماني، ولتحقيق بعض الأهداف التوسعية في
آسيا وأفريقيا. وبالفعل تأسست هذه اللجنة العليا، واجتمعت في لندن عام 1907، وكانت تضم ممثلين عن الدول الاستعمارية الأوروبية وهي: انكلترا، فرنسا، إيطاليا، إسبانيا، البرتغال، بلجيكا وهولندا، إلى جانب كبار علماء التاريخ والاجتماع والاقتصاد والزراعة والجغرافيا والبترول. واستعرض المؤتمر الأخطار التي يمكن ان تنطلق من تلك المستعمرات، فاستبعد قيام مثل تلك الأخطار في كل من الهند والشرق الأقصى
وإفريقيا والمحيط الأطلسي والهادئ، نظراً لانشغالها بالمشاكل الدينية والعنصرية والطائفية، وبالتالي بُعدها عن العالم المتمدّن. وأن مصدر الخطر الحقيقي على الدول الاستعمارية، إنما يكمن في المناطق العربية من الدولة العثمانية، لاسيما بعد ان أظهرت شعوبها يقظة سياسية، ووعياً قومياً ضد التدخل الأجنبي والهجرة اليهودية والحكم التركي أيضاً... ويتابع المؤتمر، ليضيف، ان خطورة الشعب العربي تأتي من عوامل عدّة يملكها: وحدة التاريخ واللغة والثقافة والهدف والآمال وتزايد السكان... ولم ينس المؤتمر أيضاً، عوامل التقدم
العلمي والفني والثقافي. ورأى المؤتمر ضرورة العمل على استمرار وضع المنطقة العربية متأخرا، وعلى ايجاد التفكك والتجزئة والانقسام وإنشاء دويلات مصطنعة تابعة للدول الأوروبية وخاضعة لسيطرتها. ولذا أكدوا فصل الجزء الأفريقي من المنطقة العربية عن جزئها الآسيوي،
وضرورة إقامة الدولة العازلة Buffer State، عدوّة لشعب المنطقة وصديقة للدول الأوروبية. وهكذا قامت إسرائيل.

## نتائج المؤتمر
وتوصلوا إلى نتيجة مفادها: «إن البحر الأبيض المتوسط هو الشريان الحيوي للاستعمار! لأنه الجسر الذي يصل الشرق بالغرب والممر الطبيعي إلى القارتين الآسيوية والأفريقية وملتقى طرق العالم، وأيضا هو مهد الأديان والحضارات». والإشكالية في هذا الشريان هو أنه كما ذكر في الوثيقة: «ويعيش على شواطئه الجنوبية والشرقية بوجه خاص شعب واحد تتوفر له وحدة التاريخ والدين واللسان».
وأبرز ما جاء في توصيات المؤتمِرون في هذا المؤتمر:
1- إبقاء شعوب هذه المنطقة مفككة جاهلة متأخرة:
وعلى هذا الأساس قاموا بتقسيم دول العالم بالنسبة إليهم إلى ثلاث فئات:
الفئة الأولى: دول الحضارة الغربية المسيحية (دول أوروبا وأمريكا الشمالية وأستراليا) والواجب تجاه هذه الدول هو دعم هذه الدول ماديا وتقنيا لتصل إلى مستوى تلك الدول
الفئة الثانية: دول لا تقع ضمن الحضارة الغربية المسيحية ولكن لا يوجد تصادم حضاري معها ولا تشكل تهديدا عليها (كدول أمريكا الجنوبية واليابان وكوريا وغيرها) والواجب تجاه هذه الدول هو احتواؤها وإمكانية دعمها بالقدر الذي لا يشكل تهديدا عليها وعلى تفوقها
الفئة الثالثة: دول لا تقع ضمن الحضارة الغربية المسيحية ويوجد تصادم حضاري معها وتشكل تهديدا لتفوقها (وهي بالتحديد الدول العربية بشكل خاص والإسلامية بشكل عام) والواجب تجاه تلك الدول هو حرمانها من الدعم ومن اكتساب العلوم والمعارف التقنية وعدم دعمها في هذا المجال ومحاربة أي اتجاه من هذه الدول لامتلاك العلوم التقنية
2- ومحاربة أي توجه وحدوي فيها:
ولتحقيق ذلك دعا المؤتمر إلى إقامة دولة في فلسطين تكون بمثابة حاجز بشري قوي وغريب ومعادي يفصل الجزء الأفريقي من هذه المنطقة عن القسم الآسيوي والذي يحول دون تحقيق وحدة هذه الشعوب الا وهي دولة إسرائيل واعتبار قناة السويس قوة صديقة للتدخل الأجنبي وأداة معادية لسكان المنطقة
فصل عرب آسيا عن عرب أفريقيا ليس فقط فصلاً مادياً عبر الدولة الإسرائيلية، وإنما اقتصادياً وسياسياً وثقافياً، مما أبقى العرب في حالة من الضعف.